# 带溪乡
带溪乡，是中华人民共和国江西省宜春市铜鼓县下辖的一个乡镇级行政单位。

## 行政区划
带溪乡下辖以下地区：
大群村、新丰村、高岭村、红群村、西村、东源村和柳溪村。